# The Elder Scrolls Adventures: Redguard
The Elder Scrolls Adventures: Redguard è un videogioco di azione-avventura in terza persona uscito nel 1998 da Bethesda Softworks.
Ambientato nel mondo della saga di The Elder Scrolls, Redguard è un titolo che proponeva una sintesi dei tipici canoni di un gioco di ruolo a tema fantastico con le caratteristiche di un'avventura grafica e con i combattimenti di un gioco d'azione. La storia di questo capitolo inizia nell'anno 864 della seconda era (circa quattro secoli prima di The Elder Scrolls: Arena) e vede come protagonista il giovane Cyrus, un Redguard mercenario che torna nell'isola di Stros M'kai (sua patria) per cercare sua sorella Iszara, letteralmente scomparsa nel nulla.
Bethesda non ha distribuito patch ed espansioni per il gioco, che era progettato per essere il primo di una serie di derivati; tuttavia le basse vendite e le critiche dei fan hanno scoraggiato Bethesda in questo progetto.

## Trama
Tiber Septim ha avviato le sue campagne di conquista per unificare Tamriel in un grande impero. La regione di Hammerfell e l'isola di Stros M'Kai, patria dei Redguard, viene sottomessa e l'ammiraglio Amiel Richton divenne il vicario di Tiber in quelle terre e governatore provvisorio della provincia. Durante la ricerca della sorella Cyrus scopre una grande cospirazione che sta prostrando la sua terra natia.
Con coraggio e onore il giovane si mette a capo della Restless League per guidare una grande rivolta nell'isola che avrebbe portato alla morte dello spietato governatore e alla distruzione della flotta imperiale che presidiava la zona. con Stros M'Kai nelle mani dei ribelli l'imperatore Septim fu costretto a chiedere la pace e un trattato che favorisse la regione di Hammerfell.
Questo evento è l'unica sconfitta militare che si verificò durante le grandi annessioni occidentali per mano del grande imperatore.